# 一色志乃
一色 志乃（いっしき しの、1982年1月23日 - ）は、日本のAV女優。

## 略歴
- 2000年に企画女優 南えり（みなみえり）としてAVデビュー。

- 2002年に一度引退したが、同年、一色志乃に改名して復活。

- その後、「出雲千尋」として、シネマデビュー。

## 出演作品
南えり 名義
- ザ・筆おろし16（2000年12月12日、クリスタル映像）他出演:松葉まどか、星野彩香、黒沢まりあ、香田舞子
- 私立美少女学園VOL.16（2001年3月1日、アイデアポケット）共演:小暮すずな
- 月刊「ハメ撮り1」（2001年4月6日、ワープエンタテインメント）
- 音×3 ザ.パーティー VOL.2（2001年5月20日、SODクリエイト）共演:うさみ恭香、渡辺ユリ
- ザ・筆おろし18（2001年5月28日、クリスタル映像）他出演:澤宮あき、飯島麗華、赤坂美歩
- 痴女行為の虜になった私たち 4 高校の頃、同じクラスに痴女がいた。（2001年6月7日、SODクリエイト）共演:長瀬愛[1]
- みるきぃHiスクール。（2001年7月24日、みるきぃぷりん♪）
- 艶（2001年10月5日、グローリークエスト）
- AV虎の穴 AV女優の作り方（2001年12月5日、ワンズファクトリー）
- EROCCO（2002年1月18日、アリーナ）他出演:水野奈菜、長瀬愛、夢野しおり、笠木忍、澤宮有希、岸田小雪、うさみ恭香、黒沢まりあ、堤さやか
- 南えりちゃんの完全ハメ撮りビデオ（2002年1月23日、素人倶楽部）
- 恥まみれ Vol.18（2002年2月28日、ワンズファクトリー）
- みるきぃガ〜ルズ!（2002年4月5日、みるきぃぷりん♪）
- ギャルズ◆パラダイス（2002年7月19日、メディアステーション）他出演:雪野あいか、栗田美沙、高野まりえ、酒井里美、双葉このみ、相沢一愛、仲本みなみ、氷咲沙弥、早乙女ぷりん、平山麻里香
- 願望と性欲（2002年10月4日、タカラ映像）
- AV虎の穴（2002年12月1日、ワンズファクトリー）
- 超変態・露出っ娘。3（2003年11月28日、nature（アニメイト）共演:岡崎美女、中野千夏、堤さやか、まりあ、奈々瀬あい
- お姉さんは好きですか（レイディックス）
- 美人新聞奨学生 淫臭狂い（レイディックス）

一色志乃 名義
2002年
- 痴女行為中毒になった私たち2 美巨乳OLワイセツ接吻（9月10日、ドグマ）…共演:安西ゆみこ
- 巨乳マンション 〜Eカップ妻は妄想オナペット〜（10月4日、ワープエンタテインメント）
- レズる!4 オッパイって柔らかいのね 星川みなみ×一色志乃（10月10日、ドグマ）共演:星川みなみ
- ERO-BATTLE 堤さやかVS一色志乃（10月16日、隼エージェンシー）共演:堤さやか
- 検察調書流出!!本当にあった女子校生レイプ事件簿（10月19日、SODクリエイト）共演:林泉水
- 超☆美少女接吻 VOL.2（10月19日、忠実堂）共演:宝来みゆき、樹若菜、岡野美憂、菅野つぼみ、姫乃愛里沙
- ストーカーレイプ（10月22日、エクストリーム）
- バーチャル体験! 超高級ソープ（10月25日、ケイ・エム・プロデュース）共演:松井はるか
- Club Venus 07（11月9日、ドリームチケット）共演:臼井利奈
- イカセ 4時間 一色志乃（11月13日、ケイ・エム・プロデュース）共演:南智子
- ときめき 女子校生（11月20日、メディアステーション）他出演:双葉このみ、内藤花苗
- 巨乳理髪店（11月25日、メディアステーション）他出演:本上はるか、田中瞳
- 女ハ男ヲ目デ犯ス。  DELUX 「オフィスが痴女だらけで大変だぁ!!」編（12月6日、ワープエンタテインメント）共演:桃井なつみ、西村あみ、安西ゆみこ、安藤恵理香、臼井利奈、澤田まゆみ、飯塚マナ
- バーチャルファッカー2貴方の願望擬似体験させてあげる（12月6日、SODクリエイト）共演:臼井利奈、他出演:萩原さやか、武藤さき、山咲瞳
- 聖露出 VOL.9（12月6日、ナチュラルハイ）
- 誘惑ミセス 49（12月6日、U&K）
- 監禁ワイセツ（12月12日、隼エージェンシー）共演:堤さやか
- 24人のカリスマアイドル2（12月12日、ケイ・エム・プロデュース）他23名出演
- THE 巨乳家庭教師2（12月18日、ドリームチケット）他出演:松坂樹梨、琴野まゆ

2003年
- ボイン美女と野獣（1月20日、ディープス）
- 露出フレンド（1月23日、ドグマ）
- 新型マジックミラー号21誕生記念全国出張ファン感謝祭千葉県佐倉市編（1月23日、SODクリエイト）共演:長瀬愛
- ADハルナの接吻バトルロワイヤル 2nd BATTLE（2月9日、忠実堂）他出演:天野♥こころ、長瀬愛、綾瀬ルリ、吉井愛美、安西エミリ、高野あゆみ、山咲萌、新堂ねね
- 乳房ダイナマイト（2月23日、ドグマ）
- 学園遊戯（2月28日、aini(ピエロ））共演:朝河蘭、楠木さやか、樹若菜、小森詩、萩原さやか
- レズ解禁 SPECIAL 天野こころ（3月20日、SODクリエイト）共演:天野こころ、安西ゆみこ
- 手でヌイてあげる。25（3月20日、U&K）
- 姉妹哀歌〜薄幸の淫惑ラビリンス〜（4月5日、ディープス）共演:笠木忍
- レズビアン・デート（5月30日、ジャパンホームビデオ）共演:西村あみ
- 美人妻の休日（6月6日、隼エージェンシー）
- 腰ふり騎乗位 2（6月27日、アロマ企画）オムニバス作品
- トリプル巨乳で満たしてあげる2（7月1日、MOODYZ）共演:矢吹さゆり、川嶋なな
- fiveX（7月1日、MOODYZ）共演:臼井利奈、遊佐七海、ゆりあ、海野真珠
- オナニスト第四章（7月9日、隼エージェンシー）他多数出演
- 朝までオモチャにしてあげる。 2（7月25日、アロマ企画）
- レイプ事件簿2（7月25日、aini（ピエロ））共演:楠木さやか、萩原さやか、白鳥ゆうか、奥野恵美
- Angel（8月8日、アイデアポケット）
- 強制職場淫姦 病院編（9月8日、アタッカーズ）共演:水来亜矢、伊沢涼子
- 淫語娘7 [私、本当は変態女です]（11月7日、アロマ企画）

2004年
- COSTUME DANCER 2（10月22日、ジャネス）他出演:臼井利奈、柿本彩菜、片瀬梨音、菊川あずみ、波風まお、結城京佳、遊佐七海、ゆりあ

2005年
- 先生のアソコに入れたくて…僕、いっちゃいます!!（4月15日、ビッグモーカル）他出演:矢崎茜、原西美由、北山静香、真中優、吉沢みずき、君島美香、吉岡愛、矢口エミリ、中原絵里奈

発売日不明
- 痴辱女教師（aini（ピエロ））
- 調教レズ 一色志乃・奥野恵美（aini（ピエロ））共演:奥野恵美
- 月刊 一色志乃（VIP）
- PRO-SEX BATTLE ERO−ONE（APA）
- 先生の胸元が気になって僕もうガマンできない…（APA）他出演:黒木あみ
- 女が淫らになるテープ8　本気で欲情しています（アテナ映像）オムニバス作品

イヴ 名義
発売日不明
- 逆ナンパスペシャル 横浜編（アリーナエンターテインメント）共演:松沢はな

他